# Marjet de Jong
M.M.C.F. (Marjet) de Jong (Utrecht, 1956) is een Nederlands redactrice, schrijfster en illustratrice.

## Loopbaan
De Jong studeerde na het behalen van haar gymnasiumdiploma theologie aan de Katholieke Theologische Universiteit Utrecht. Ze was hierna publiciteitscoördinator en beleidsmedewerker binnen het Aartsbisdom Utrecht, samen met Maria Jesse Tholen. Het was de eerste keer dat er twee vrouwen in de bisdomstaf zaten. Onder de eindredactie van De Jong kwam er in 1988 een informatieblad van het aartsbisdom.
In 2001 ging De Jong werken als uitgever bij de Katholieke Bijbelstichting en vanaf 2010 bij uitgeverij Adveniat. In samenwerking met de protestantse uitgeverij Boekencentrum gaf ze in 2016 als hoofdredactrice van Adveniat een eenmalige glossy uit over de Matthäus Passion.
In 2019 werd zij fondsenwerver bij Stichting Straatpastoraat Amersfoort.
Daarnaast maakt ze gedichten en tekeningen voor parochiebladen en bracht een aantal kinderboeken uit. Ook schrijft ze teksten en maakt ze illustraties voor de websites van Geloven Nu en Kinderwoorddienst.

### Boeken
Hieronder volgt een lijst met boeken die De Jong heeft geschreven of aan heeft bijgedragen:
- (1999) Prinses op reis ISBN 9789021468907[7]
- (2004) De boom van Jesse ISBN 9789061738459
- (2007) Geloven nu ISBN 9789492093134
- (2008) Credo geloofswaaier ISBN 9789061731054
- (2011) Kerst spelen met kinderen ISBN 9789491042089
- (2012) Het licht op ons pad ISBN 9789491042195
- (2018) Pluk het jaar! ISBN 9789492093646[8]
- (2021) In alles de liefde (begeleid bij uitgave)[9]

### Verhalen
- (2010) De bedelaar en de mantel van Martinus[10]

### Filmografie
- (2022) Kleine Uil wordt wijs[11]

## Onderscheidingen
- (2000) Leespluim
- (2022) Lid in de Orde van Oranje Nassau